# يلينا نوفيكوفا بيلوفا
يلينا نوفيكوفا بيلوفا (الروسية: Еле́на Дми́триевна Бело́ва) هي لاعبة أولمبية لرياضة مبارزة سيف الشيش من الاتحاد السوفييتي. شاركت في الأولمبياد الصيفي في 1968–1976، وفازت بما مجموعه 6 ميداليات.

## الميداليات
| ذهب | فضة | برونز | المجموع |
| 4   | 1   | 1     | 6       |

## روابط خارجية
- إيلينا نوفيكوفا بيلوفا على موقع اللجنة الأولمبية الدولية (الإنجليزية)
- إيلينا نوفيكوفا بيلوفا على موقع أوليمبيديا (الإنجليزية)